# Жигаланские водопады
Жигаланские водопады — каскад из пяти водопадов на реке Жигалан на Северном Урале, которая течёт с хребта Кваркуш в реку Улсуй в Красновишерском районе Пермского края России, популярный туристический объект.
Каскад водопадов расположен на участке длиной 550 м. Высота верхнего водопада 10 м, нижнего — 15 м.

## Этимология названия
Вероятный перевод названия с тюркского — егылдан (жигалдан) — падающий, упавший.

## Галерея

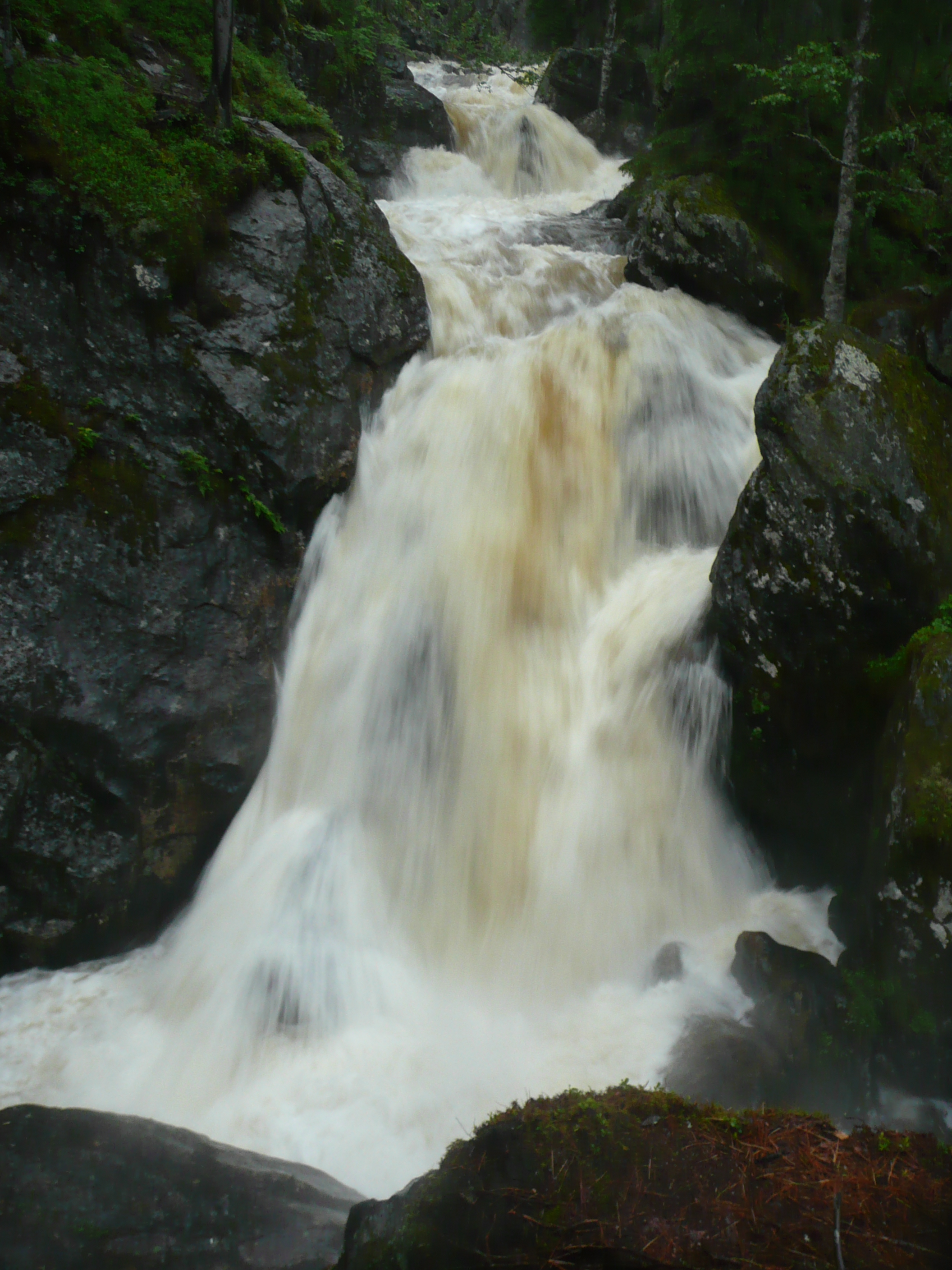
Верхние водопады
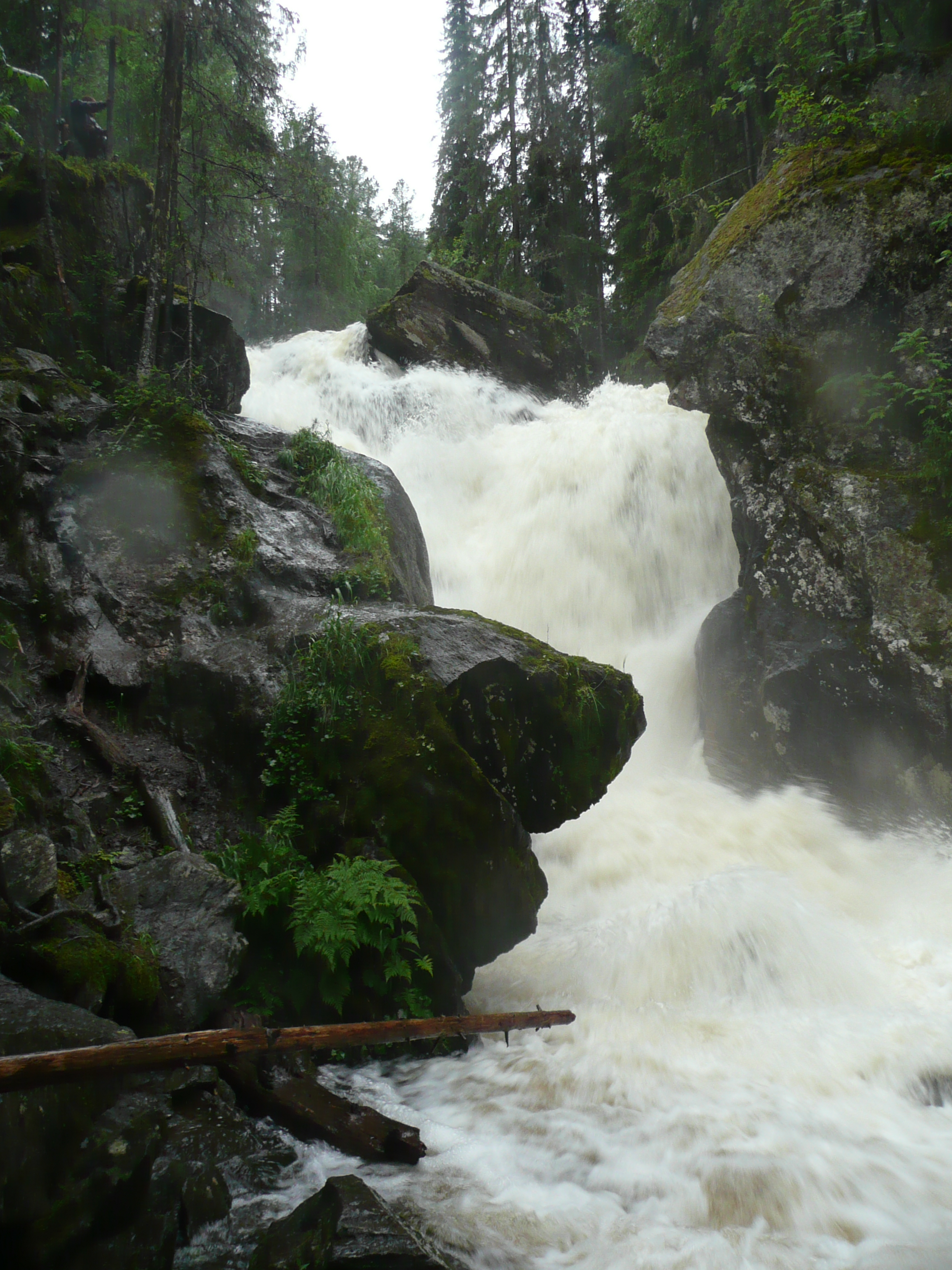
Нижние водопады